# Liste der Arbeitslager in Sichuan
Umerziehung durch Arbeit ist ein System von Arbeitslagern in der Volksrepublik China.
Diese Liste führt solche Arbeitslager in der Provinz Sichuan auf.
| Bezeichnung                                              | Unternehmensbezeichnung                                          | Stadt/Kreis      | Dorf/Stadt/Distrikt | Gründungsjahr | Bemerkungen                                                     |
| -------------------------------------------------------- | ---------------------------------------------------------------- | ---------------- | ------------------- | ------------- | --------------------------------------------------------------- |
| Umerziehung durch Arbeit Dayan                           |                                                                  | Ziyang           |                     |               |                                                                 |
| Umerziehung durch Arbeit Panzhihua                       |                                                                  | Renhe, Panzhihua | Shagou              |               |                                                                 |
| Provinzial-Umerziehung durch Arbeit der Frauen           | Kleidungsfabrik Tianqing Stadt Luodai Wen'an Distrikt Longquanyi | Zizhong          | Gongmin             |               |                                                                 |
| Umerziehung durch Arbeit Shaping                         |                                                                  | Dongbo, Meishan  |                     |               | Erhielt 1987 den aktuellen Namen                                |
| Umerziehung durch Arbeit Sichuan Chengdu für Drogentäter |                                                                  | Chengdu          |                     |               | In Flughafenentwicklungszone                                    |
| Umerziehung durch Arbeit Xinhua                          |                                                                  | Mianyang         |                     |               | Auch Umerziehung durch Arbeit für Drogentherapie Xinhua genannt |

## Quelle
- Laogai Handbook (2007–2008). (PDF; 3,5 MB) The Laogai Research Foundation, 2008, abgerufen am 10. Januar 2011.